# Hackensack (New Jersey)
Hackensack er en amerikansk by og administrativt centrum i det amerikanske county Bergen County, i staten New Jersey. Byen har 46.030(2020) indbyggere.

## Ekstern henvisning
- Wikimedia Commons har flere filer relateret til Hackensack (New Jersey)
- Hackensacks hjemmeside (engelsk)